# Filmes de 1944 da Paramount Pictures
Em 1944 a Paramount Pictures lançou um total de 36 filmes.

## Destaques
As produções mais significativas foram:
- Double Indemnity, clássico noir escrito (com Raymond Chandler) e dirigido por Billy Wilder, com uma narrativa brilhante e grandes atuações de Barbara Stanwyck e Fred MacMurray
- Frenchman's Creek, extravagante e romântico melodrama premiado com um Oscar (no ano seguinte), envolvendo uma dama inglesa e um charmoso pirata francês
- Going My Way, sensível comédia musical dramática que deu o primeiro Oscar de Melhor Filme ao estúdio desde Wings 16 anos antes
- Hail the Conquering Hero, comédia sobre falso herói da Segunda Guerra Mundial, grande sucesso popular de Preston Sturges
- The Hitler Gang, uma história surpreendentemente séria da ascensão dos nazistas, tratada com tanto cuidado quanto permitia o tema pelo diretor John Farrow"[1]
- Lady in the Dark, luxuoso drama musical baseado em grande sucesso da Broadway em 1941, estrelado por Ginger Rogers e Ray Milland
- Ministry of Fear, um dos dez melhores filmes de 1944 segundo a crítica,[1] suspense de espionagem baseado em romance de Graham Greene e dirigido por Fritz Lang
- The Miracle of Morgan's Creek, outro grande sucesso de Preston Sturges, uma hilária sátira a diversos aspectos do american way of life abrilhantada por Betty Hutton
- The Story of Dr. Wassell, esforço de guerra de Cecil B. DeMille sobre médico que salva nove pessoas feridas pelos japoneses em Java
- The Uninvited, "deliciosa história de fantasmas com muita atmosfera espectral. A música-tema  Stella by Starlight foi um assombroso sucesso que também se tornou eterno"[1]

## Prêmios Oscar
Décima sétima cerimônia, com os filmes exibidos em Los Angeles em 1944:
| Filme                                    | Indicações | Premiações                                                                                  |
| ---------------------------------------- | --- | ------------------------------------------------------------------------------------------- |
| And to Think I Saw It on Mulberry Street | Curta-Metragem de Animação | ---                                                                                         |
| Bombalera                                | Curta-Metragem em Live Action (2 bobinas) | ---                                                                                         |
| Double Indemnity                         | Filme Atriz (Barbara Stanwyck) Diretor Roteiro Adaptado Fotografia (preto e branco) Gravação de Som Trilha Sonora (filme dramático ou comédia)                         | ---                                                                                         |
| Going My Way                             | Filme Ator (Bing Crosby e Barry Fitzgerald) Ator Coadjuvante (Barry Fitzgerald) Diretor História Original Roteiro Adaptado Fotografia (preto e branco) Montagem Canção | Filme Ator (Bing Crosby) Ator Coadjuvante Diretor História Original Roteiro Adaptado Canção |
| Hail the Conquering Hero                 | Roteiro Original | ---                                                                                         |
| Lady in the Dark                         | Fotografia (em cores) Direção de Arte/Decoração de Interiores (em cores) Trilha Sonora (filme musical)                                                                 | ---                                                                                         |
| The Miracle of Morgan's Creek            | Roteiro Original | ---                                                                                         |
| No Time for Love (produção de 1943)      | Direção de Arte/Decoração de Interiores (preto e branco) | ---                                                                                         |
| The Story of Dr. Wassell                 | Efeitos Especiais | ---                                                                                         |
| The Uninvited                            | Fotografia (preto e branco) | ---                                                                                         |
| Who's Who in Animal Land                 | Curta-Metragem em Live Action (1 bobina) | Curta-Metragem em Live Action (1 bobina)                                                    |

### Prêmios Especiais ou Técnicos
- Bob Hope: Oscar Especial, "pelos muitos serviços prestados à Academia, como membro vitalício"[2]
- Gordon Jennings: Prêmio Científico ou Técnico (Classe III - Certificado de Menção Honrosa), "pelo projeto e fabricação do tripé de ponta especial da Paramount"[2]
- Paul Lerpae: Prêmio Científico ou Técnico (Classe III - Certificado de Menção Honrosa), "pelo projeto e construção de um dispositivo móvel para fotografia e projeção da Paramount"[2]
- Russell Brown, Ray Hinsdale e Joseph R. Robbins: Prêmio Científico ou Técnico (Classe III - Certificado de Menção Honrosa), "pelo aperfeiçoamento e uso em produção de um barco estabilizador hidráulico da Paramount"[2]

## Os filmes de 1944
| Título original               | Título PT/BR                 | Título PT/PT                | Astros                            | Diretor          |
| ----------------------------- | ---------------------------- | --------------------------- | --------------------------------- | ---------------- |
| And the Angels Sing           | Quero Você, Morena           | Os Anjos Cantam             | Dorothy Lamour, Fred MacMurray    | George Marshall  |
| And Now Tomorrow              | Nunca É Tarde                |                             | Alan Ladd, Loretta Young          | Irving Pichel    |
| Dangerous Passage             |                              |                             | Robert Lowery, Phyllis Brooks     | William Berke    |
| Dark Mountain                 |                              |                             | Robert Lowery, Ellen Drew         | William Berke    |
| Double Exposure               | Confesso a Minha Culpa       |                             | Chester Morris, Nancy Kelly       | William Berke    |
| Double Indemnity              | Pacto de Sangue              | Pagos a Dobrar              | Fred MacMurray, Barbara Stanwyck  | Billy Wilder     |
| Frenchman's Creek             | A Gaivota Negra              | A Gaivota Negra             | Joan Fontaine, Arturo de Córdova  | Mitchell Leisen  |
| Gambler's Choice              |                              |                             | Chester Morris, Nancy Kelly       | Frank McDonald   |
| Going My Way                  | O Bom Pastor                 | O Bom Pastor                | Bing Crosby, Barry Fitzgerald     | Leo McCarey      |
| The Great Moment              | Triunfo Sobre a Dor          | O Grande Momento            | Joel McCrea, Betty Field          | Preston Sturges  |
| Hail the Conquering Hero      | Herói de Mentira             | Herói de Mentira            | Eddie Bracken, Ella Raines        | Preston Sturges  |
| Henry Aldrich, Boy Scout      |                              |                             | Jimmy Lydon, Charles Smith        | Hugh Bennett     |
| Henry Aldrich Plays Cupid     | Bancando o Cupido            |                             | Jimmy Lydon, Charles Smith        | Hugh Bennett     |
| Henry Aldrich's Little Secret |                              |                             | Jimmy Lydon, Charles Smith        | Hugh Bennett     |
| Here Come the Waves           | A Tentação da Sereia         | A Tentação da Sereia        | Bing Crosby, Betty Hutton         | Mark Sandrich    |
| The Hitler Gang               | A Quadrilha de Hitler        | As Garras de Hitler         | Bobby Watson, Roman Bohnen        | John Farrow      |
| The Hour Before Dawn          | A Hora Antes do Amanhecer    | A Hora Antes do Amanhecer   | Franchot Tone, Veronica Lake      | Frank Tuttle     |
| I Love a Soldier              | Serei Sempre Tua             | Eu Amo Um Soldado!          | Paulette Goddard, Sonny Tufts     | Mark Sandrich    |
| Lady in the Dark              | A Mulher Que Não Sabia Amar  | A Mulher Que Não Sabia Amar | Ginger Rogers, Ray Milland        | Mitchell Leisen  |
| The Man in Half Moon Street   | O Homem Que Desafiou a Morte |                             | Nils Asther, Helen Walker         | Walter MacEwen   |
| The Memphis Belle             |                              |                             | Documentário de guerra            | William Wyler    |
| The Miracle of Morgan's Creek | Papai Por Acaso              | Papá Por Acaso              | Eddie Bracken, Betty Hutton       | Preston Sturges  |
| Ministry of Fear              | Quando Desceram as Trevas    | Prisioneiros do Terror      | Ray Milland, Marjorie Reynolds    | Fritz Lang       |
| The National Barn Dance       |                              |                             | Jean Heather, Charles Quigley     | Hugh Bennett     |
| The Navy Way                  |                              |                             | Robert Lowery, Jean Parker        | William Berke    |
| One Body Too Many             |                              |                             | Jack Haley, Jean Parker           | Frank McDonald   |
| Our Hearts Were Young and Gay | Almas em Flor                |                             | Gail Russell, Diana Lynn          | Lewis Allen      |
| Pratically Yours              | Adorável Engano              | Adorável Engano             | Claudette Colbert, Fred MacMurray | Mitchell Leisen  |
| Rainbow Island                | A Favorita dos Deuses        |                             | Dorothy Lamour, Eddie Bracken     | Ralph Murphy     |
| Standing Room Only            | A Irresistível Impostora     | A Adorável Impostora        | Paulette Goddard, Fred MacMurray  | Sidney Lanfield  |
| The Story of Dr. Wassell      | Pelo Vale das Sombras        | Pelo Vale das Sombras       | Gary Cooper, Laraine Day          | Cecil B. DeMille |
| Take It Big                   |                              |                             | Jack Haley, Harriet Hilliard      | Frank McDonald   |
| Till We Meet Again            | Um Lírio na Cruz             | Até À Vista                 | Ray Milland, Barbara Britton      | Frank Borzage    |
| Timber Queen                  | Castigo e Cobiça             |                             | Richard Arlen, Mary Beth Hughes   | Frank McDonald   |
| The Uninvited                 | O Solar das Almas Perdidas   | A Casa Assombrada           | Ray Milland, Ruth Hussey          | Lewis Allen      |
| You Can't Ration Love         |                              |                             | Bett Rhodes, Johnnie Johnston     | Lester Fuller    |